# Pluvialis
Pluvialis és un gènere d'ocell limícoles de la família dels caràdrids (Charadriidae). Grans migradors, crien a la tundra àrtica i passen l'hivern a Sud-amèrica, Europa meridional, Àfrica, Àsia meridional, Austràlia i illes del Pacífic i l'Índic. Als Països Catalans es poden contemplar amb regularitat el pigre gris i la daurada grossa.

## Llista d'espècies
Se n'han descrit quatre espècies dins aquest gènere:
- Daurada grossa (Pluvialis apricaria).
- Daurada petita americana (Pluvialis dominica).
- Daurada petita del Pacífic (Pluvialis fulva).
- Pigre gris (Pluvialis squatarola).